# Aachenaspis
Aachenaspis és un gènere extint de peixos sense mandíbula i amb armadura òssia de la classe dels cefalaspidomorfs que va viure al Silurià superior d'Anglaterra. S'ha proposat que era un carnívor nectònic de moviments ràpids.
L'espècie A. salteri s'assembla molt als tièstids Procephalaspis i Thyestes, i dins els Thyestiida, representa una forma transicional entre les formes primitives superficialment semblants a Cephalaspis, com Thyestes, i les formes més especialitzades representades pels tièstids trematàspids, com Tremataspis, Dartmuthia, o Dobraspis, els escuts cefàlics dels quals tendeixen a semblar-se al dels limúlids.